# 6346 Syukumeguri
6346 Syukumeguri este un asteroid din centura principală de asteroizi.

## Descriere
6346 Syukumeguri este un asteroid din centura principală de asteroizi. A fost descoperit pe 6 ianuarie 1995 la Oizumi de Takao Kobayashi. El prezintă o orbită caracterizată de o semiaxă mare de 3,11 ua, o excentricitate de 0,13 și o înclinație de 7,4° în raport cu ecliptica.